# Смедеревски санджак
Смедеревският санджак, добил още популярност и като Белградски пашалък /макар това да не е коректното османско наименование/, е историко-географска област, където избухва Първото сръбско въстание. Впоследствие, благодарение на Русия и след Виенския конгрес, санджака придобива автономия.
Смедеревският санджак от създаването си е част от Румелийския еялет.

## История
Смедеревският санджак е образуван с падането на Смедеревското деспотство в 1459 г. С превземането на Белград (1521), османската власт мести управата на санджака от Смедеревската крепост в Белградската. В периода 1718 – 1739 година, територията на санджака е под австрийско управление, което спомага за значително намаление на османското и ислямско влияние и население на територията му, за сметка на християнското, и основно на сръбското. От 1817 година, след успеха на т.нар. Второ сръбско въстание, на територията на санджака е установено автономно християнско управление. По силата на договореностите, турците се изселват от санджака, като се запазва единствено турското военно присъствие чрез гарнизони в някои от по-големите градове /по-после след събитията около Първата българска легия, остават само гарнизоните в Белград, Смедерево, Шабац и Кладово/.

- Смедеревският санджак с нахиите
- Смедеревския санджак под Австрийска власт (1718 – 1739)

## Обхват
Смедеревският санджак към момента на избухване на Първото сръбско въстание има около 400 000 население /от които около 1/10 мюсюлмани/, и площ 24 440 km². Съставен е от 12 нахии – Белградска, Смедеревска, Пожаревска, Кюприйска, Ягодинска, Крагуевска, Ужичка, Валевска, Шабачка, Рудничка, Сокоска, Пожешка, формирани след Свищовския договор.
В 1830 – 1833 г. сръбското княжество се разраства от 24 440 km² на 37 740 km², след като княжеството анексира още 6 нахии от съседните санджаци – Неготинска, Църноречка, Парачинска, Крушевачка, Старовлашка и Подринска, възползвайки се от затрудненията на Портата, заета с въстанието на Али паша в Египет /застрашил Цариград чрез похода си през Сирия/.

## Етноси
Населението по време и след падане на Смедеревското деспотство под османска власт е изцяло християнско и преимуществено българско (в територията на санджака попадат средновековните Браничевска и Белградска области). С падането на Белград под османска власт българското население от града и околността е изселено, прекарано е по Виа Милитарис и е заселено в Източна Тракия с цел, чрез практикуваното от него земеделие, да бъде подсигурена прехраната на все по-нарастващото население на столицата на империята – Истанбул.
Сръбското население на санджака (основно в Шумадия) нараства значително следствие от преселенията на сърби в периода XV – XVIII век от юг (Косово), и основно от югозапад (Херцеговина) на север – по посока на Военната граница. Причините за миграцията на сърбите от старите предели са две – бягство от османците поради страх от отмъщение, заради подкрепата им за австрийските войски по време на австро-турските войни (най-вече по време на голямото сръбско преселение), и поради благоприятните условия, които предоставят Хабсбургите за заселване на сърбите във военната граница като федерати на империята – във връзка с провежданата политика от Австрийската империя.
В началото на ХІХ век по време на избухване на Първото сръбско въстание преобладаващият етнос в санджака е сръбският, като на изток от Морава християните са само българи и власи. Благодарение на етническото си мнозинство и най-вече на благоприятното стечение на редица фактори, сърбите успяват в резултат от въстанията да извоюват частична автономия за територията на целия санджак.
В българската историография често се смесват понятията за Белградски пашалък (Смедеревски санджак) и Шумадия.